# Canton de Cajarc
Le canton de Cajarc est une ancienne division administrative française située dans le département du Lot.

## Géographie
Ce canton était organisé autour de Cajarc dans l'arrondissement de Figeac. Son altitude variait de 130 m (Larnagol) à 409 m (Carayac) pour une altitude moyenne de 246 m.

## Administration

### Conseillers généraux de 1833 à 2015
| Période | Période          | Identité                               | Étiquette    | Qualité |
| ------- | ---------------- | -------------------------------------- | ------------ | --- |
| 1833    | 1848             | Jacques Duphénieux                     |              | Juge de paix à Cajarc                                                                                                   |
| 1848    | 1864             | Julien-Jérôme Rolland                  |              | Représentant du peuple, Maire de Cajarc                                                                                 |
| 1864    | 1871             | Paul Duphénieux (1837-1913)            |              | Lieutenant-colonel commandant le 1er régiment des mobilisés du Lot (1870-1871), propriétaire à Cajarc, ancien Préfet    |
| 1871    | 1901             | Albert Duphénieux (frère du précédent) | Républicain  | Propriétaire, Maire de Cajarc (1878-1896)                                                                               |
| 1901    | 1929 (décès)     | Théophile Larnaudie                    | Rad.         | Docteur en médecine, maire de Saint-Pierre-Toirac, père de l'artiste quercynoise Edmée Larnaudie                        |
| 1929    | 1937             | Pierre Alibert                         | Rad.         | Médecin à Cajarc |
| 1937    | 1940             | Gaston Mirabel                         | Rad.         | Négociant - Conseiller municipal de Cajarc, conseiller d'arrondissement                                                 |
|         |                  |                                        |              | |
| 1943    | 1945             | Jules Pons (1886-1956)                 | ?            | Limonadier Président de la délégation spéciale de Cajarc Nommé conseiller départemental en 1943                         |
|         |                  |                                        |              | |
| 1945    | 1967             | Gilbert Maillebiau                     | Rad.-RGR     | Entrepreneur de travaux publics Maire de Cajarc de 1945 à 1947, ancien conseiller d'arrondissement                      |
| 1967    | 1978 (démission) | Bernard Pons                           | UDR puis RPR | Docteur en médecine Député du Lot (1967-1969 et 1973-1978), puis de l'Essonne et de Paris Secrétaire d'Etat (1969-1973) |
| 1978    | 2004             | Guy Mirabel                            | MRG puis PRG | Commerçant - Maire de Cajarc de 1971 à 1995                                                                             |
| 2004    | 2015             | Jean-Jacques Raffy                     | PS puis DVG  | Agriculteur Maire de Saint-Sulpice (2001-2014) Elu en 2015 dans le Canton de Causse et Vallées                          |

### Conseillers d'arrondissement (de 1833 à 1940)
| Période                                  | Période | Identité                                                          | Étiquette   | Qualité |
| ---------------------------------------- | ------- | ----------------------------------------------------------------- | ----------- | --- |
| 1833                                     | 1848    | Louis Jean Jacques François Raymond Salgues de Geniès (1800-1873) |             | Procureur du Roi à Figeac                                                                                   |
|                                          |         |                                                                   |             | |
| 1883                                     |         | M. Duffour                                                        | Républicain | |
| 1895                                     | 1910    | Louis Bruel                                                       | Radical     | Maire de Cajarc (1900-1903)                                                                                 |
| 1910                                     | 1919    | M. Granot                                                         | Radical     | Négociant à Cajarc                                                                                          |
| 1919                                     | 1937    | Gaston Mirabel                                                    | Rad.        | Négociant - Conseiller municipal de Cajarc                                                                  |
| 1937                                     | 1940    | Gilbert Maillebiau                                                | Radical     | Entrepreneur de travaux publics à Cajarc                                                                    |
| 1940                                     |         |                                                                   |             | Les conseils d'arrondissement ont été suspendus par la loi du 12 octobre 1940 et n'ont jamais été réactivés |
| Les données manquantes sont à compléter. |         |                                                                   |             | |

## Composition
Le canton de Cajarc groupait quatorze communes et comptait 2 815 habitants (recensement de 1999 sans doubles comptes).
| Communes            | Population (2012) | Code postal | Code Insee |
| ------------------- | ----------------- | ----------- | ---------- |
| Cadrieu             | 142               | 46160       | 46041      |
| Cajarc              | 1 114             | 46160       | 46045      |
| Carayac             | 82                | 46160       | 46056      |
| Frontenac           | 71                | 46160       | 46116      |
| Gréalou             | 224               | 46160       | 46129      |
| Larnagol            | 157               | 46160       | 46155      |
| Larroque-Toirac     | 135               | 46160       | 46157      |
| Marcilhac-sur-Célé  | 194               | 46160       | 46183      |
| Montbrun            | 101               | 46160       | 46198      |
| Puyjourdes          | 49                | 46260       | 46230      |
| Saint-Chels         | 139               | 46160       | 46254      |
| Saint-Jean-de-Laur  | 177               | 46260       | 46270      |
| Saint-Pierre-Toirac | 121               | 46160       | 46289      |
| Saint-Sulpice       | 109               | 46160       | 46294      |

À la suite du redécoupage cantonal de 2014, Cajarc est le chef-lieu du nouveau canton de Causse et Vallées.

## Démographie avant 2015
| 1962  | 1968  | 1975  | 1982  | 1990  | 1999  | 2006  | 2011  | 2012  |
| ----- | ----- | ----- | ----- | ----- | ----- | ----- | ----- | ----- |
| 2 945 | 2 844 | 2 752 | 2 801 | 2 676 | 2 815 | 2 921 | 3 012 | 3 029 |